# Challenger de Maia
El Maia Challenger es un torneo profesional de tenis. Pertenece al ATP Challenger Tour. Se juega desde el año 2019 sobre pistas de tierra batida bajo techo, en Maia, Portugal.

## Palmarés

### Individuales
| Año     | Campeón              | Finalista            | Resultado     |
| ------- | -------------------- | -------------------- | ------------- |
| 2019    | Jozef Kovalík        | Constant Lestienne   | 6-0, 6-4      |
| 2020    | Pedro Sousa          | Carlos Taberner      | 6-0, 5-7, 6-2 |
| 2021-I  | Geoffrey Blancaneaux | Tseng Chun-hsin      | 3-6, 6-3, 6-2 |
| 2021-II | Tseng Chun-hsin      | Nuno Borges          | 5-7, 7-5, 6-2 |
| 2022    | Luca Van Assche      | Maximilian Neuchrist | 3-6, 6-4, 6-0 |
| 2023    | Nuno Borges          | Benoît Paire         | 6-1, 6-4      |
| 2024    | Damir Džumhur        | Francesco Passaro    | 6-3, 6-4      |

### Dobles
| Año     | Campeones                         | Finalistas                                  | Resultado         |
| ------- | --------------------------------- | ------------------------------------------- | ----------------- |
| 2019    | Andre Begemann Daniel Masur       | Guillermo García López David Vega Hernández | 7-6(2), 6-4       |
| 2020    | Zdeněk Kolář Andrea Vavassori     | Lloyd Glasspool Harri Heliövaara            | 6-3, 6-4          |
| 2021-I  | Nuno Borges Francisco Cabral      | Andrej Martin Gonçalo Oliveira              | 6–3, 6–4          |
| 2021-II | Nuno Borges Francisco Cabral      | Piotr Matuszewski David Pichler             | 6–4, 7–5          |
| 2022    | Julian Cash Henry Patten          | Nuno Borges Francisco Cabral                | 6–3, 3–6, [10–8]  |
| 2023    | Marco Bortolotti Andrea Vavassori | Fernando Romboli Szymon Walków              | 6–4, 3–6, [12–10] |
| 2024    | Théo Arribagé Francisco Cabral    | Kimmer Coppejans Sergio Martos Gornés       | 6–1, 3–6, [10–5]  |